# 수프리야 파닥

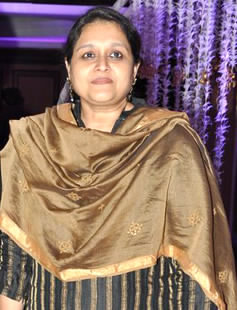

수프리야 파닥(Supriya Pathak, 1961년 1월 7일 ~ )은 인도의 배우, 텔레비전 배우이다.
뭄바이에서 태어났다.

## 영화
- 사랑은 아파트를 타고  (2018년)
- 올 이즈 웰 (2015년)
- 타이거스 (2014년)
- 바비 자수스 (2014년)
- 람릴라 (2013년)
- 상하이 (2012년)
- 모썸 (2011년)
- 웨이크 업 시드 (2009년)
- 델리 6 (2009년)
- 가문의 법칙 (2008년)
- 벵골의 밤 (1988년)
- 간디 (1982년)